# Rühstädt
Rühstädt è un comune di 454 abitanti del Brandeburgo, in Germania.

Appartiene al circondario (Landkreis) del Prignitz (targa PR) ed è parte della comunità amministrativa (Amt) di Bad Wilsnack/Weisen.

## Geografia antropica

### Suddivisioni amministrative
Il territorio comunale comprende 4 centri abitati, nessuno dei quali possiede lo status ufficiale di frazione:
- Rühstädt (centro abitato)
- Abbendorf
- Bälow
- Gnevsdorf